# 長野羊奈子
長野 羊奈子（ながの よなこ、本名：若杉 羊奈子、1933年（昭和8年）7月17日 - 2014年（平成26年）10月20日）は、日本の声楽家（メゾソプラノ）、音楽教育者。夫は指揮者の若杉弘。夫の父は外交官の若杉要。

## 経歴
東京芸術大学音楽学部声楽科卒業。1958年（昭和33年）西ドイツ政府給費留学生としてベルリン国立音楽大学に留学。 4年後、卒業と同時にベルリン・ドイツ・オペラ研究生。1963年（昭和38年）日本人として初めてベルリン・ドイツ・オペラの正団員となり、モーツァルト『フィガロの結婚』ケルビーノ、プッチーニ『蝶々夫人』スズキ、ビゼー『カルメン』、モーツァルト『魔笛』、リヒャルト・シュトラウス『サロメ』など多くのオペラに出演。同年10月 - 11月、ドイツ・オペラ来日の際に、同歌劇団員の一人として6年ぶりに帰国しベルク『ヴォツェック』マルグレートで日本デビュー。
畑中良輔、ヘルベルト・ブラウアー、田中路子に師事。 
1965年（昭和40年）帰国後まもない11月に、「ウィーン古典派室内楽の夕」において新ウィーン楽派の歌曲の独唱を務め、芸術祭奨励賞。1967年（昭和42年）1月には東京モーツアルト劇場第2回公演『フィガロの結婚』ケルビーノを演じる。同年7月には二期会創立15周年記念公演ワーグナー『パルジファル』クンドリーを演じる。1969年1月には二期会公演ワーグナー『ラインの黄金』フリッカを演じている。その後も多数のオペラに出演し、出演回数は現在記録されているだけで37回に及んでいる。
その他にも、ベルリン・フィル＝カラヤン『第九』ソリスト（録音あり）、読売日本交響楽団『第九』ソリスト（録音あり）、日本フィルハーモニー交響楽団 リゲティ『レクイエム』（日本初演）ソリスト、東京都交響楽団 マーラー交響曲第8番『千人の交響曲』ソリスト（録音あり）、大阪フィルハーモニー交響楽団 マーラー交響曲第2番『復活』ソリスト、名古屋フィルハーモニー交響楽団 マーラー『亡き子をしのぶ歌』、他にも宗教曲のレコーディング等の演奏を数多く務め、優れた歌唱力と舞台上の際だった存在感により、オペラ、リート、オラトリオ歌手として確固たる地位を築いた。元・二期会会員。 
音楽教育者としては、東京芸術大学音楽学部講師を経て、桐朋学園大学客員教授を務めた。門下生には、藤原映子、岡田彩子、小山由美、三浦泰子、佐々木倫子、飯野幸子などがいる。とりわけ小山は日本を代表する国際的なメゾソプラノ歌手としての地位を築いている。 
晩年は、水戸芸術館の企画で、1995年（平成7年）5月初演以来全国で12公演を数える音楽物語『ぞうのババール』、「オペラの花束をあなたへ-９ ヴェルディ：歌劇『リゴレット』ハイライト」（1996年（平成8年）4月）などで表現力豊かなナレーションを聴かせた。
2014年（平成26年）10月20日8時55分、東京都目黒区の病院で肺炎のため逝去。81歳没。墓所は多磨霊園。
2015年（平成27年）、長野の遺贈により、東京藝術大学音楽研究科博士後期課程（声楽）の学生で、成績優秀な者を対象に給付する「長野羊奈子賞奨学金」が設立された。

## 主な顕彰
- 1965年度（昭和40年度） 第20回文化庁芸術祭賞奨励賞
- 1974年度（昭和49年度） ジロー・オペラ賞受賞

## 主な録音
- マスカーニ：『カヴァレリア・ルスティカーナ』ルチア（クルカ・ヤーノシュ指揮ベルリン・ドイツ・オペラ管弦楽団演奏、シャーンドル・コーンヤ、ヴァルター・ベリー共演、1961年、ドイツ・グラモフォン）※ドイツ語歌唱・抜粋[21]
- ベートーヴェン：交響曲全曲連続演奏会 ベルリン・フィル＝カラヤン 1966年 キングインターナショナル[6]
- ベートーヴェン：交響曲第9番『合唱付き』（渡辺洋子／長野羊奈子／藤沼昭彦／栗林義信／読売日本交響楽団／近衛秀麿）1968年 NAXOS[7]
- マーラー：交響曲第8番『千人の交響曲』/フォーレ：『レクイエム』東京都交響楽団 山田一雄[9]